# Peter Lynch
Peter Lynch (* 19. Januar 1944 in Newton, Massachusetts) ist ein Philanthrop und ehemaliger Fondsmanager.

## Leben
Lynch studierte zunächst Psychologie, Geschichte und Philosophie am Boston College und schloss das Studium 1965 mit einem Bachelor of Arts ab. Anschließend absolvierte er 1968 einen Master of Business Administration an der Wharton School der University of Pennsylvania. Während seiner Studienzeit hatte Lynch als Caddy im Brae Burn Country Club in seiner Heimatstadt Newton gejobbt und auf diesem Weg verschiedene Führungspersonen des Vermögensverwalters Fidelity kennengelernt, über die er 1966 an ein Praktikum in dem Unternehmen kam.
Anfangs beschäftigte sich Lynch mit der Analyse der Papier-, Chemie- und Druckindustrie. Nach seinem zweijährigen Wehrdienst in der US Army als Leutnant bei der Artillerie erhielt er 1969 eine Festanstellung. Nun wurde er als Analyst der Textil-, Metall-, Bergbau-, Chemieindustrie zugeteilt. 1974 bis 1977 fungierte er als Forschungsdirektor, bevor er Verwalter des damals noch weitgehend unbekannten Investmentfonds Magellan Fund wurde, der zu Beginn Anteile für insgesamt 18 Millionen US-Dollar ausgegeben hatte. Bereits 1983 erreichte das von Lynch verwaltete Fondsvermögen die Milliardengrenze. Als Lynch 1990 als Fondsmanager in den Ruhestand trat, war das Fondsvermögen auf mehr als 14 Milliarden US-Dollar mit über 1000 unterschiedlichen Aktien angewachsen. Lynch hatte in den 13 Jahren eine durchschnittliche jährliche Rendite von 29,2 Prozent erreicht, ein bis heute unerreichter Rekord. Er prägte den Begriff der sogenannten Tenbagger für Wertpapiere, vorzüglich Aktien, die sich in einem unbestimmten Zeitraum im Wert verzehnfacht haben.
Neben seiner Tätigkeit als Fondsmanager schrieb Lynch Artikel für das Fachmagazin Worth und veröffentlichte drei Bücher. 1991 wurde er in die American Academy of Arts and Sciences gewählt. Mit seiner 2015 verstorbenen Ehefrau Carolyn gründete Lynch eine Stiftung, die sich um die Förderung von Bildungseinrichtungen für Kinder kümmert.
Er ist nicht verwandt mit Edmund C. Lynch, dem Mitbegründer der Investmentbank Merrill Lynch.

## Anlagestrategie
Lynchs Anlagestrategie basiert auf dem Grundsatz „Kaufe nur, was du auch kennst“. Laut Lynch ist jede Person Experte in einem gewissen Themenbereich, für den sie sich interessiert. Dieses Wissen kann benutzt werden, um am Kapitalmarkt Geld zu verdienen, indem unterbewertete Aktienpapiere identifiziert werden können. Lynch ist auch der Ansicht, dass die meisten Privatanleger besser Geld verdienen können als professionelle Fondsmanager, da diese weiter weg vom „Lärm“ der Wall Street seien und deshalb nicht von ihrer Investmentstrategie abgelenkt werden könnten. Ein Beispielsunternehmen, welches Lynch oft für die Illustration seiner Anlagestrategie verwendet, ist die Kette Dunkin’ Donuts, deren Aktie er als junger Investor kaufte, da er als Stammkunde von ihrer Produktpalette und dem Geschäftsmodell beeindruckt war.
Für Lynch sind Logik und Branchenkenntnisse wichtiger als quantitative Analysetechniken bei der Suche nach unterbewerteten Aktien. Auch rät Lynch Privatanlegern davon ab, die zukünftige Entwicklung des Kapitalmarktes vorhersagen zu wollen, da selbst professionelle Investoren und Analysten immer wieder daran scheiterten.

## Publikationen
Peter Lynch schrieb (mit dem Co-Autor John Rothchild) drei Bücher:
- 1989: One up on Wall Street: How to use what you already know to make money in the market (dt. Der Börse einen Schritt voraus. Wie auch Sie mit Aktien verdienen können!, Börsenbuch Verlag, Kulmbach 2017, ISBN 978-3-86470-565-6)
- 1993: Beating the Street (dt. Aktien für Alle. So verdienen Privatanleger an der Börse, Börsenbuch Verlag, Kulmbach 2019, ISBN 978-3-86470-634-9)
- 1996: Learn to Earn (dt. Lynch 3. Der Weg zum Börsenerfolg, Börsenbuch Verlag, Kulmbach 2020, ISBN 978-3-86470-685-1)